# Transilien L
Transilien lijn L is een lijn van de Transilien in de regio Île-de-France. Hij verbindt Parijs, Cergy-le-Haut, Saint-Nom-la-Bretèche en Versailles. Ook omvat het een pendeldienst tussen Saint-Germain-en-Laye en Noisy-le-Roi onder de Grande Ceinture Ouest (GCO). Deze lijn wordt geëxploiteerd door de SNCF, is 78 km lang, en kent 311.000 passagiers per dag.

## Exploitatie
De treinen op lijn L rijden over het algemeen een kwartiersdienstregeling in de spits, en een halfuursdienstregeling in de daluren. In de late avonduren en op zondag geldt er een uursdienstregeling.
De lijn L wordt geëxploiteerd tussen 5 uur 's ochtends en 1 uur 's nachts, elke dag van het jaar, met vijfenzeventig treinen Z 6400 inclusief de drie treinstellen die gebruikt worden op de Grande Ceinture Ouest die voor deze dienst compleet gerenoveerd zijn. Ook worden er zeven treinstellen Z 20500 gebruikt tijdens de piekuren op de relatie Parijs - Nanterre-Université. Bij wijze van uitzondering wordt de dienst soms verlengd tot aan de volgende ochtend, ter gelegenheid van belangrijke gebeurtenissen zoals muziekfestivals en nieuwjaarsnacht. Bij deze gelegenheid wordt de dienst, getiteld "Nuit Festive", gereden vanaf Saint-Lazare richting Versailles-Rive Droite met vertrektijden om 2 uur , 3 uur 13 en 4 uur 28. Richting Saint-Nom-la-Breteche zijn er op het station van Saint-Cloud verzekerde overstappen op de treinen van en naar Versailles, die vertrekken om 1 h 40 , 2 h 30 , 3 h 45 en 4 uur 58. Deze treinen rijden een stoptreindienst vanaf Saint-Lazare tot hun eindbestemming. De stations op de tak naar Nanterre-Université hebben geen directe verbinding met Saint-Lazare, deze worden veelal bereikt door de treinen van lijn J en de RER A. Alleen het station Les Vallées wordt niet bereikt tijdens de nachtdienst.

## Overzicht van de lijn

### Transilien L

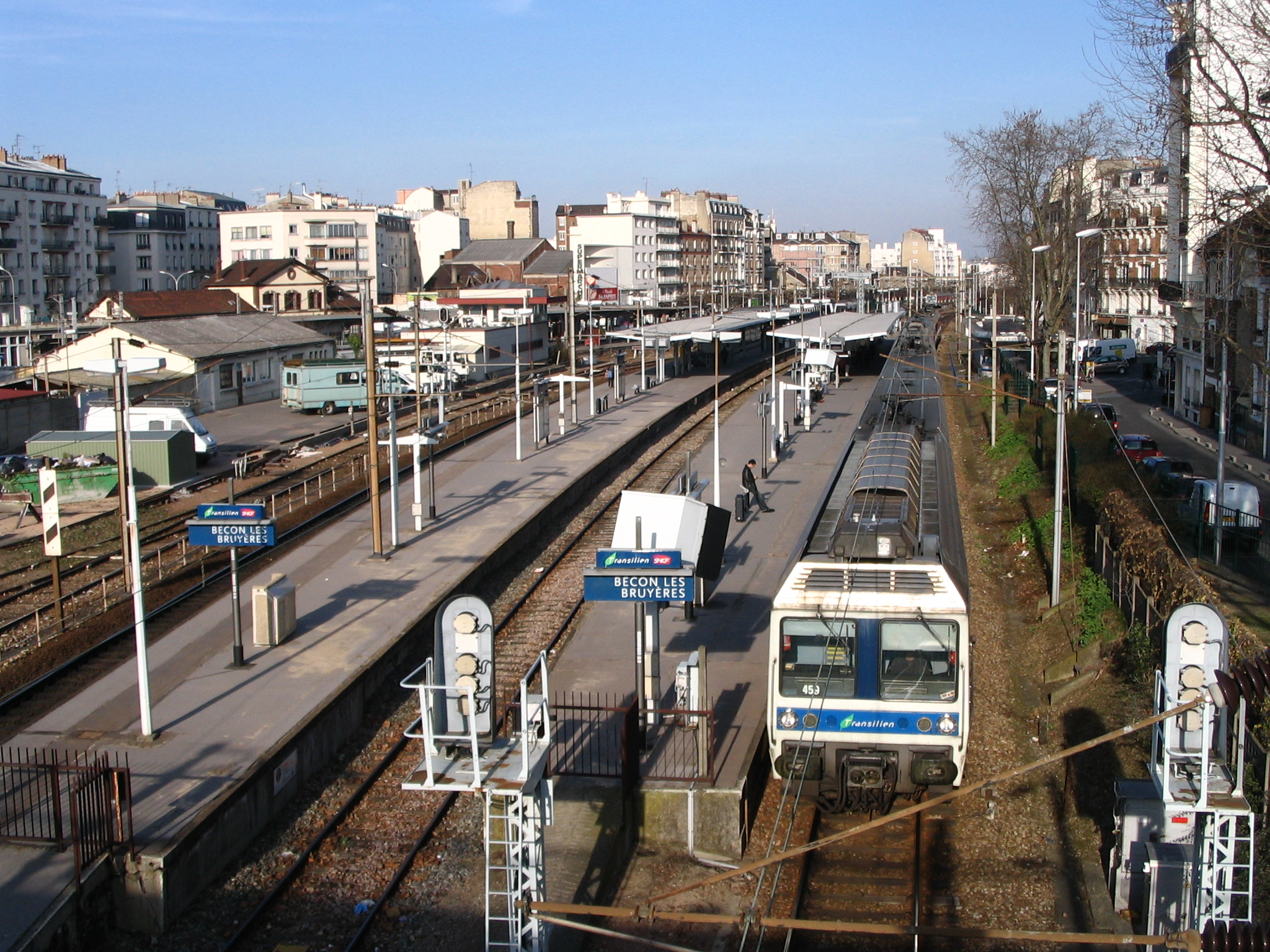
Station Bécon-les-Bruyères op

Het voorstadsnetwerk van Station Paris Saint-Lazare kent vele spoorlijnen. Deze spoorlijnen zijn verdeeld in groepen, die allemaal hun eigen sporen hebben op station Paris Saint-Lazare en daar vlak buiten. Deze groepen zijn genummerd van II tot en met VI (voorheen I t/m VI, groep I is de tegenwoordig gesloten Ligne d'Auteuil). De groepen zijn verdeeld over de Transilien-lijnen lijn J en lijn L, waarbij lijn L over de groepen II en III rijdt.
| tKBHFa purple                            | Cergy-le-Haut                          |  |  |
| tSTRe purple                             |                                        |  |  |
| HST purple                               | Cergy-Saint-Christophe                 |  |  |
| tSTRa purple                             |                                        |  |  |
| tHST purple                              | Cergy-Préfecture                       |  |  |
| tSTRe purple                             |                                        |  |  |
| HST purple                               | Neuville-Université                    |  |  |
| DST purple                               | Conflans-Fin-d’Oise                    |  |  |
| hKRZWae purple                           |                                        |  |  |
| HST purple                               | Achères-Ville                          |  |  |
| HST purple                               | Maisons-Laffitte                       |  |  |
| hKRZWae purple                           |                                        |  |  |
| HST purple                               | Sartrouville                           |  |  |
| DST purple                               | Houilles - Carrières-sur-Seine         |  |  |
| DST purple                               | Nanterre-Université                    |  |  |
| HST purple                               | La Garenne-Colombes                    |  |  |
| HST purple                               | Les Vallées                            |  |  |
| STR purple · KBHFa purple                | Versailles-Rive-Droite                 |  |  |
| STR purple · HST purple                  | Montreuil                              |  |  |
| STR purple · DST purple                  | Viroflay-Rive-Droite                   |  |  |
| STR purple · DST purple                  | Chaville-Rive-Droite                   |  |  |
| STR purple · DST purple                  | Sèvres - Ville-d'Avray                 |  |  |
| STR purple · tSTRa purple · KBHFa purple | Saint-Nom-la-Bretèche - Forêt de Marly |  |  |
| STR purple · tSTR purple · HST purple    | L'Étang-la-Ville                       |  |  |
| STR purple · tSTR purple · HST purple    | Marly-le-Roi                           |  |  |
| STR purple · tSTR purple · HST purple    | Louveciennes                           |  |  |
| STR purple · tSTR purple · HST purple    | Bougival                               |  |  |
| STR purple · tSTRe purple · HST purple   | La Celle-Saint-Cloud                   |  |  |
| STR purple · STR purple · HST purple     | Vaucresson                             |  |  |
| STR purple · STR purple · HST purple     | Garches - Marnes-la-Coquette           |  |  |
| STR purple · ABZg+l purple · STRr purple |                                        |  |  |
| STR purple · TUNNEL1 purple              |                                        |  |  |
| STR purple · DST purple                  | Saint-Cloud                            |  |  |
| STR purple · HST purple                  | Le Val d'Or                            |  |  |
| STR purple · DST purple                  | Suresnes-Mont-Valérien                 |  |  |
| STR purple · DST purple                  | Puteaux                                |  |  |
| STR purple · tSTRa purple                |                                        |  |  |
| STR purple · tDST purple                 | La Défense                             |  |  |
| STR purple · tSTRe purple                |                                        |  |  |
| STR purple · HST purple                  | Courbevoie                             |  |  |
| ABZg+l purple · STRr purple · {{{3}}}    |                                        |  |  |
| HST purple                               | Bécon-les-Bruyères                     |  |  |
| DST purple                               | Asnières-sur-Seine                     |  |  |
| hKRZWae purple                           |                                        |  |  |
| HST purple                               | Clichy - Levallois                     |  |  |
| HST purple                               | Pont-Cardinet                          |  |  |
| TUNNEL1 purple                           |                                        |  |  |
| KBHFe purple                             | Paris Saint-Lazare                     |  |  |

|  |   |  | Station                                     | Zone | Plaatsen              | Overstappen |
|  | - |  | ------------------------------------------- | ---- | --------------------- | ----------- |
|  | ■ |  | Noisy-le-Roi                                | 5    | Noisy-le-Roi          |             |
|  | • |  | Saint-Nom-la-Bretèche - Forêt de Marly      | 5    | L'Étang-la-Ville      | Trans L     |
|  | • |  | Mareil-Marly                                | 4    | Mareil-Marly          |             |
|  | • |  | Saint-Germain-en-Laye - Bel Air - Fourqueux | 4    | Saint-Germain-en-Laye |             |
|  | ■ |  | Saint-Germain-en-Laye - Grande Ceinture     | 4    | Saint-Germain-en-Laye |             |

| Station                | Missiecodes                                                                                    |
| ---------------------- | ---------------------------------------------------------------------------------------------- |
| Bécon-les-Bruyères     | BOPE                                                                                           |
| Saint-Cloud            | DAOS, DEBO                                                                                     |
| Maisons-Laffitte       | FOPE, FUPE                                                                                     |
| Nanterre-Université    | NOPE                                                                                           |
| Paris Saint-Lazare     | PAAS, PALS, PAPY, PECY, PELA, PIBE, PILS, POBE, POBO, POGE, POPA, POPI, POPU, PORO, PUBE, PUPE |
| Marly-le-Roi           | RUBE                                                                                           |
| Saint-Nom-la-Bretèche  | SEBO, SILS, SOAL, SUBE                                                                         |
| Cergy-le-Haut          | UECY, UEPY, UOLY                                                                               |
| Versailles-Rive-Droite | VALE, VILE, VOLA, VOLE, VULE                                                                   |

| Metro:               | · (· · ) |
| Regionale trein:     | RER · Transilien ·                                                                                             |
| Tram:                | · |
| Busnetwerk:          | RATP · Optile · T Zen                                                                                          |
| Overige lijnen:      | Funiculaire de Montmartre · CDGVAL · Orlyval                                                                   |
| Projecten:           | Grand Paris Express · CDG Express · Téléval                                                                    |
| Relevante artikelen: | Vervoersbewijzen voor het openbaar vervoer in de regio Île-de-France · Syndicat des transports d'Île-de-France |

### De Grande ceinture Ouest

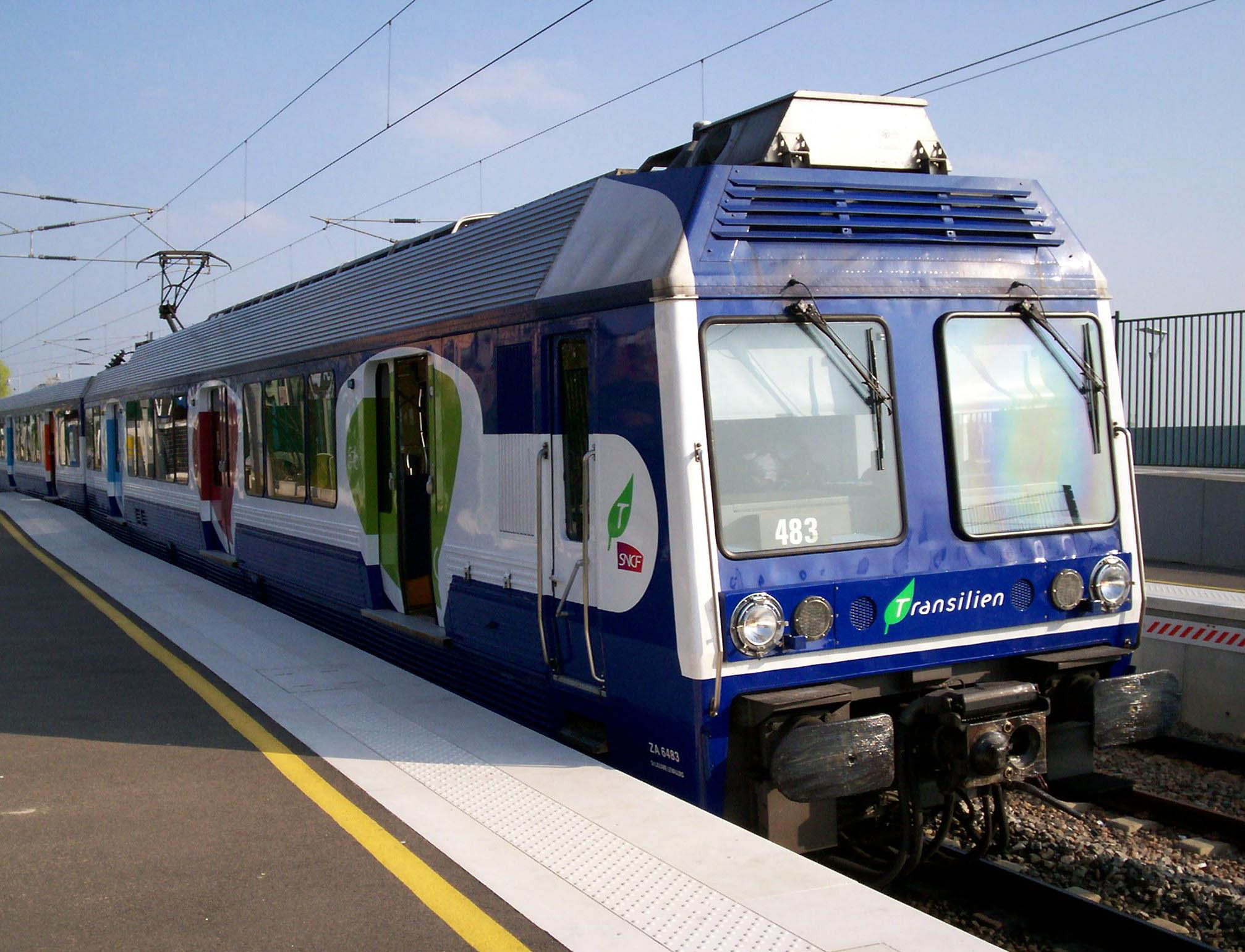
Lijn L: de Grande Ceinture Ouest

## Materieel

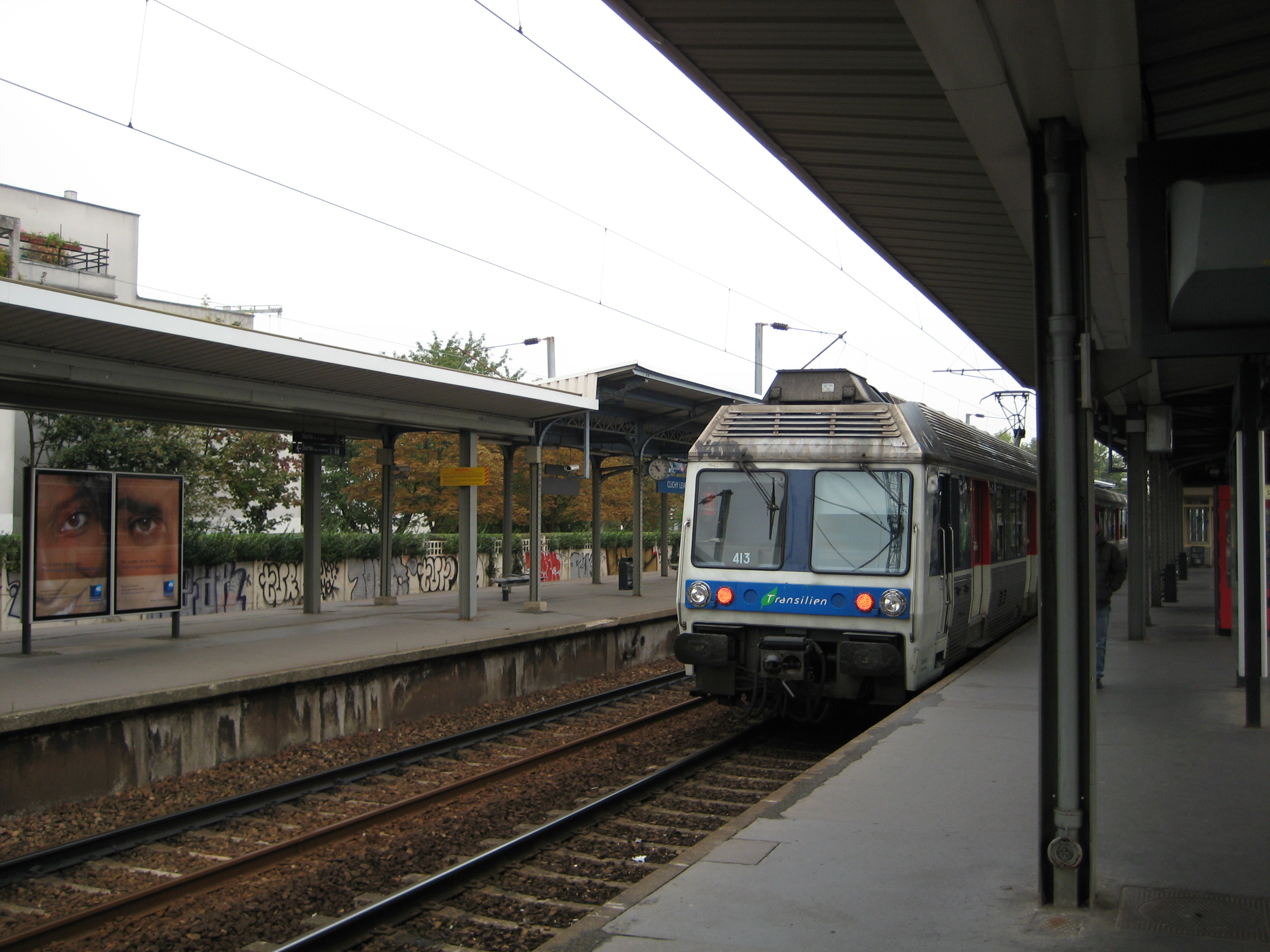
Een Z 6400 treinstel verlaat het station van Clichy-Levallois

## Toekomst

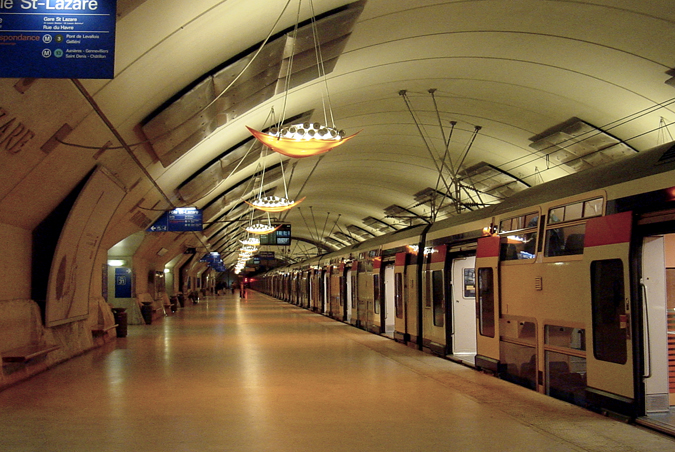
Station Haussmann Saint-Lazare, het huidige eindpunt van de RER E, ligt onder station Paris Saint-Lazare.

### De Francilien

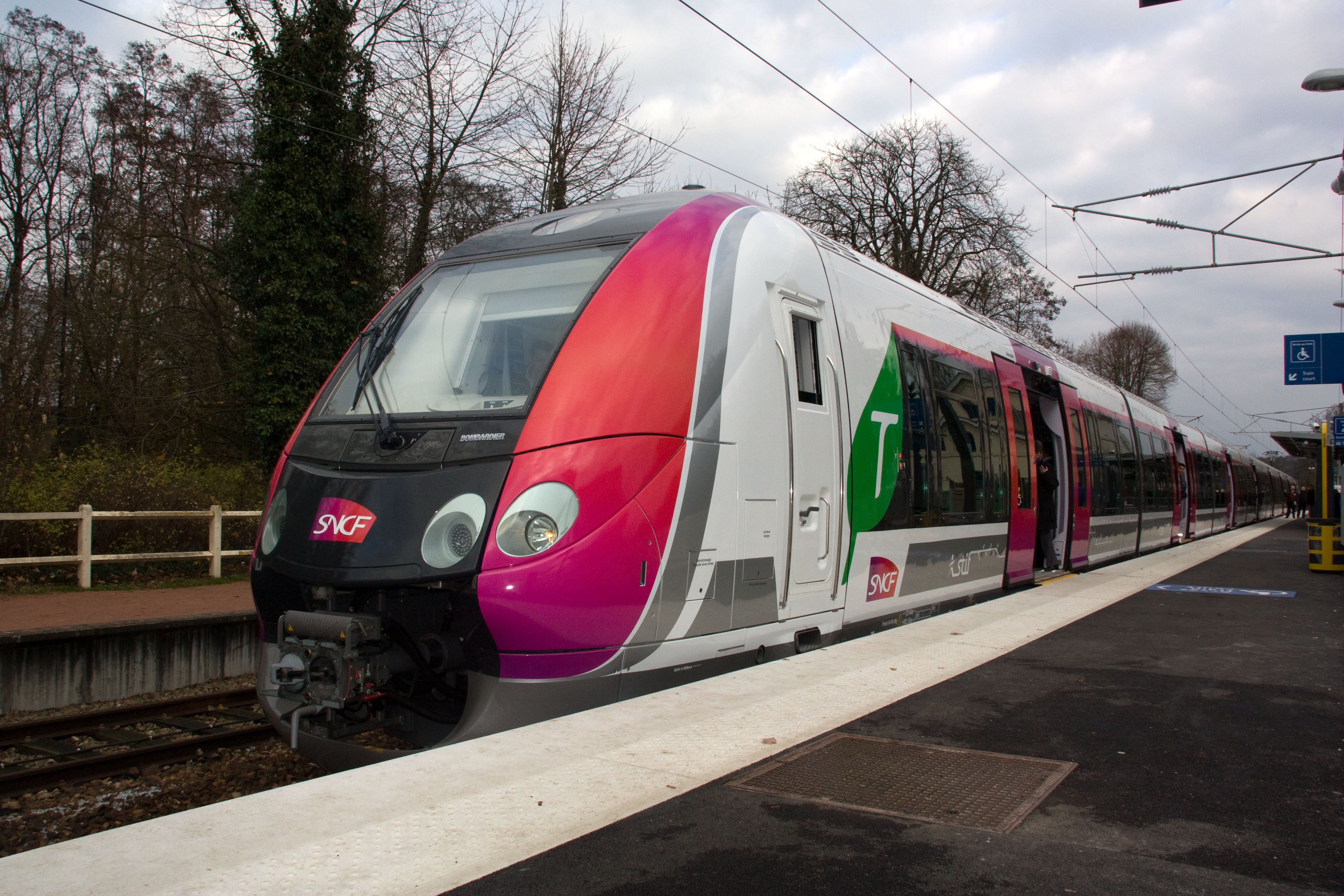
De Francilien